# كينتا شيماوكا
كينتا شيماوكا (باليابانية: 島岡 健太) (مواليد 26 يوليو 1973)، هو لاعب كرة قدم ياباني سابق كان يلعب كلاعب وسط.

## وصلات خارجية
- كينتا شيماوكا على موقع رابطة كرة القدم اليابانية للمحترفين (اليابانية)
- كينتا شيماوكا على موقع عالم كرة القدم.نت (الإنجليزية)